# District IV van Boedapest
District IV of Újpest is het noordelijkste stadsdistrict van Boedapest. Het bestaat uit de voormalige voorstad Újpest die in 1950 werd geannexeerd door Boedapest.
Belangrijkste bezienswaardigheid is het stadhuis in Hongaarse Secessiestijl.

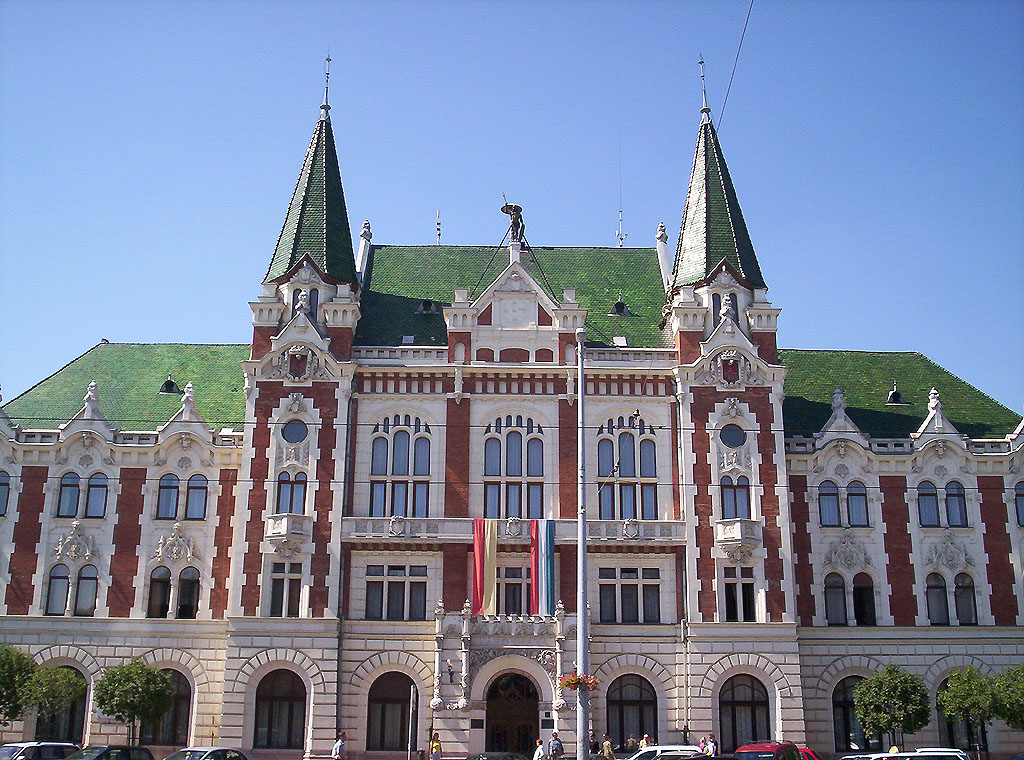
Stadhuis van Újpest
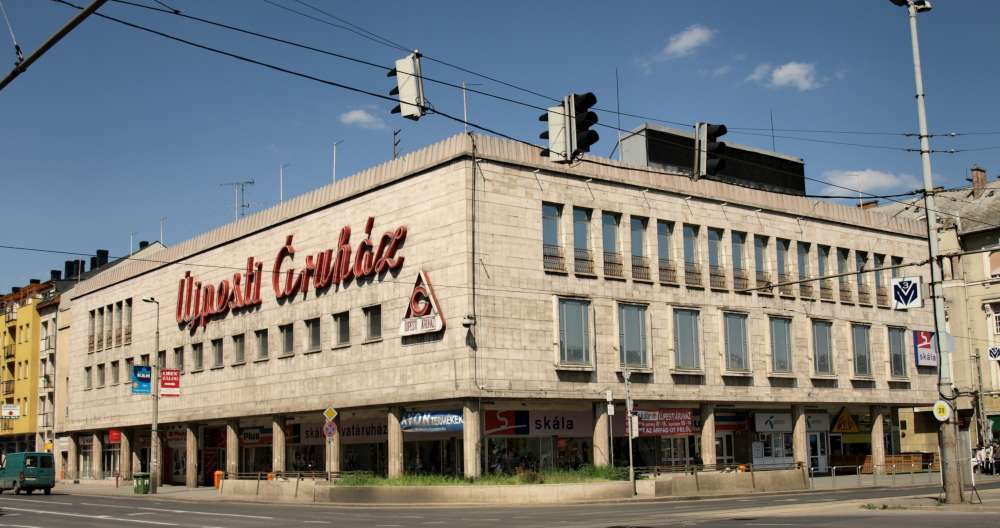
Warenhuis Újpest
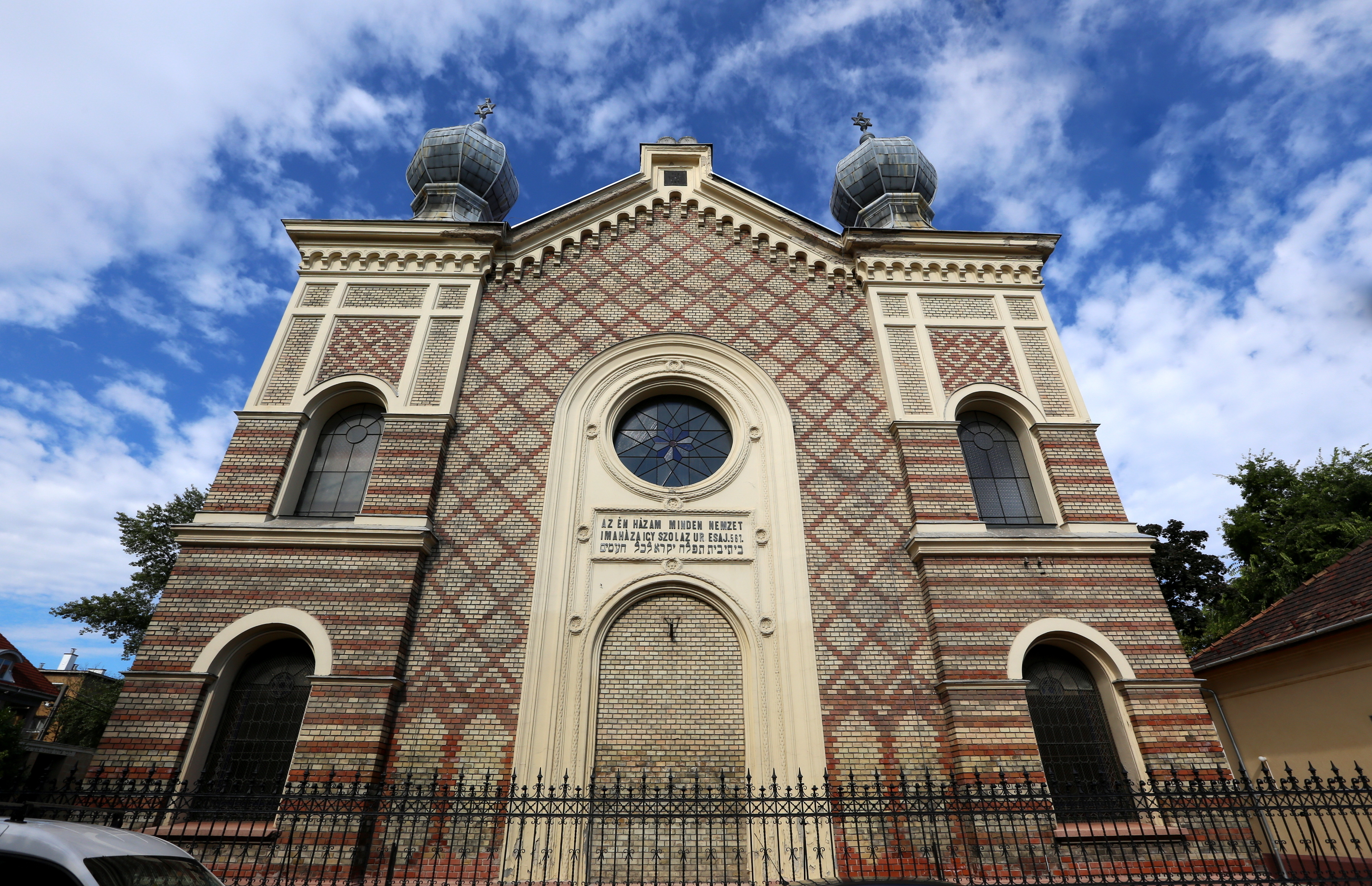
Synagoge van Újpest

I · II · III · IV · V · VI · VII · VIII · IX · X · XI · XII · XIII · XIV · XV · XVI · XVII · XVIII · XIX · XX · XXI · XXII · XXIII